# Sune – Uppdrag midsommar
Sune – Uppdrag midsommar är en svensk familjefilm från 2021. Filmen är regisserad av Erland Beskow, med manus skrivet av Thobias Hoffmén, Sören Olsson och Christoffer Sandler. Filmen är baserad på Sunes universum av Anders Jacobsson och Sören Olsson, och huvudrollen Sune Andersson spelas av Elis Gerdt. Filmen producerades av Unlimited Stories tillsammans med Nordisk Film, Film i Väst och Sveriges Television, och spelades in i mitten av 2020 i områden kring Karlsborg och i Göteborg.
Filmen hade biopremiär i Sverige den 11 juni 2021, utgiven av Nordisk Film.

## Handling
Familjen Andersson och familjen Blixt ska tillsammans åka och fira midsommar hos Karins faster Hulda. Men precis innan familjerna ska åka så väljer Sophie att göra slut. Sune bestämmer sig då för att göra allt för att få tillbaka Sophie igen. Han planerar att de ska fira en riktigt romantisk midsommar, precis som sina föräldrar gjorde för 20 år sedan. Men frågan som uppstår är ifall Sune tänker för mycket att allt ska bli bra på sitt sätt och inte så som andra skulle vilja ha det.

## Rollista
| Elis Gerdt                 | – Sune Andersson   |
| Lily Wahlsteen             | – Sophie Blixt     |
| Baxter Renman              | – Håkan Bråkan     |
| Fredrik Hallgren           | – Rudolf Andersson |
| Sissela Benn               | – Karin Andersson  |
| Olle Sarri                 | – Ragnar Blixt     |
| Göran Ragnerstam           | – Tobias           |
| Tea Stjärne                | – Anna Andersson   |
| Ana Gil de Melo Nascimento | – Michelle         |
| Sanna Sundqvist            | – Yvonne Blixt     |
| Robert Bengtsson           | – Busschauffören   |
| Maria Grudemo El Hayek     | – Kim              |
| Eyla Welderström           | – Alex             |
| Jacob Andreas              | – Rom com-Tom      |
| Anna Sahlin                | – Rom com-Meg      |

## Mottagande
Sune – Uppdrag midsommar blev en publiksuccé och sågs av 226 480 biobesökare i Sverige 2021 vilket gjorde det till den fjärde mest sedda filmen på bio och den mest sedda svenska filmen på bio det året.
Filmen fick däremot ett ljummet mottagande av kritiker och landade på ett snitt på 3,0 på kritiker.se och 2,73 på Svensk Filmdatabas.